# Bob Rusch
Robert D. Rusch (New York, 3 april 1943 – 14 januari 2024) was een Amerikaanse jazzauteur en platenproducer. Hij is oprichter van de platenlabels Cadence Jazz Records en CIMP.

## Biografie
Rusch studeerde in zijn jeugd klarinet en drums, in de jaren 70 speelde hij drums in workshops met Jaki Byard en Cedar Walton. Hij schreef voor de bladen 'Down Beat', 'Jazz Journal' en 'Jazz Forum' en richtte in 1975 'Cadence Magazine' op. Hij richtte twee platenlabels op: Cadence Jazz (in 1980) en CIMP (in 1995), en produceerde of overzag de release van honderden jazzalbums. Hij produceerde platen van onder meer Bill Dixon, Chet Baker, Glenn Spearman, Ernie Krivda, Ivo Perelman, Noah Howard, Dominic Duval, Steuart Liebig, Cecil Taylor, Fred Hess, Anthony Braxton, Bill Barron, Paul Smoker en Steve Swell. Sinds 1983 runde hij North Country Record Distribution, een onafhankelijke distributeur van jazzplaten. 
Van 1965-1973 was hij leraar aan een lagere school in Brooklyn, Woodward School. In 2014 publiceerde The Wall Street Journal drie artikelen, waarin Rusch wordt beschuldigd van seksueel misbruik van jonge meisjes (soms zelfs twaalf jaar oud), eind jaren 60, begin jaren 70. Rusch heeft in een interview met dezelfde krant hierover schuld bekend en berouw getoond.
Rusch overleed op 14 januari 2024 op 80-jarige leeftijd.